# Summer Love (film)
Pour plus de détails, voir Fiche technique et Distribution.
Summer Love est un western polonais réalisé par Piotr Uklański et sorti directement en DVD en 2006.

## Synopsis
Un étranger débarque dans une petite ville avec le cadavre d'un homme. Espérant gagner une récompense lors d'un jeu de cartes avec le shérif, il se fait battre et perd la possession du corps du hors-la-loi...

## Fiche technique
- Titre original et français : Summer Love
- Autre titre : Dead Man's Bounty
- Réalisation et scénario : Piotr Uklański
- Photographie : Jacek Petrycki
- Montage : Michael Horton
- Musique : India Czajkowska et Karel Holas
- Production : Staffan Ahrenberg, Hamish Skeggs et Piotr Uklański
- Société(s) de distribution : Barnholtz Enrertainment
- Pays d'origine :  Pologne
- Langue : polonais
- Genre : western
- Durée : 94 minutes
- Dates de sortie :
  -  Italie : 5 septembre 2006 (Mostra de Venise 2006)

## Distribution
- Bogusław Linda : Le shérif
- Karel Roden : L'étranger
- Katarzyna Figura : La femme
- Val Kilmer : Le cadavre